# 人形アニメ

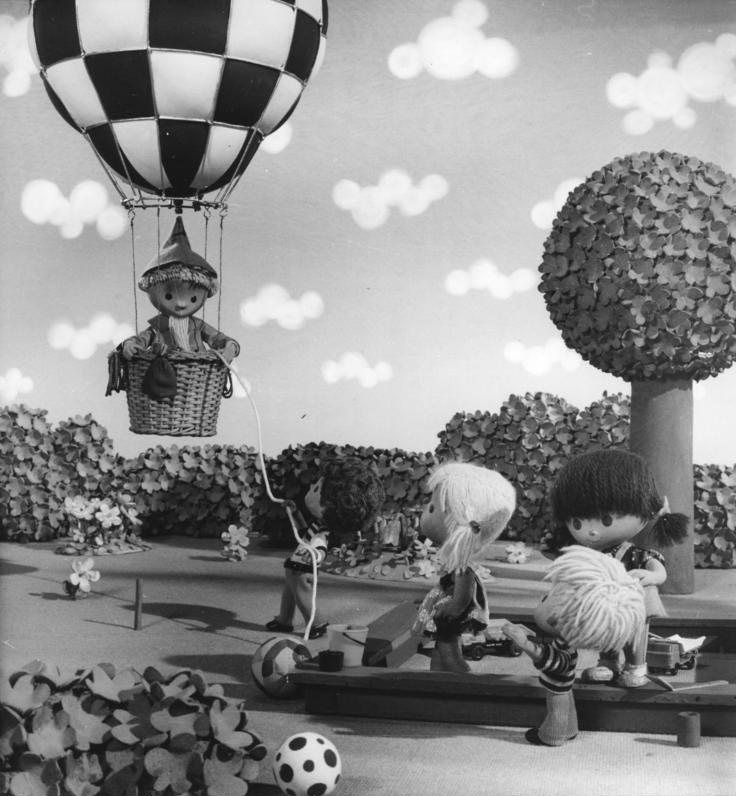
ドイツの人形アニメ番組『僕らのザントメンヒェン』

人形アニメ（にんぎょうアニメ）、あるいは人形アニメーションは、ストップモーション・アニメーションの一種で、人形やぬいぐるみを主な被写体とするものを指す。パペット・アニメーションとも呼ばれる。全編を通じてコマ撮りにより撮影される点で人形劇とは区別される（映画人形劇やテレビ人形劇の場合、手法として部分的にコマ撮りが用いられる場合はある）。また、人形などの材料に粘土を使い、さらに変形の自由度を高めたものはクレイアニメと呼ばれ、やはり区別される。

## 代表的な作品
- ルドルフ 赤鼻のトナカイ（1964年　米・日　アメリカのビデオクラフト・インターナショナルと日本のMOMプロダクションの合作）放送 - 1967年12月24日（NHK）※続編は1979年12月24日（テレビ朝日）
- ムーミン（1979年　ポーランド）
- おこんじょうるり（1982年　監督・岡本忠誠）
- 道成寺（1976年　監督・川本喜八郎） アヌシー国際アニメーション映画祭エミール・レイノー賞&観客賞を受賞
- 連句アニメーション「冬の日」（2003年　監督・川本喜八郎） 第7回文化庁メディア芸術祭アニメーション部門大賞を受賞
- 一寸法師（1967年　東京中央人形劇場・高橋克雄）
- かぐやひめ（1972年　外務省制作　監督・高橋克雄　音楽・林光　古歌・吉田日出子）
- 野ばら（1977年　（株）東京中央プロダクション制作　監督・高橋克雄　音楽・林千尋）
  - 日本の芸術祭賞、文部大臣賞、厚生大臣福祉功労賞などの他、バルナ国際映画祭にて東洋の作品として初めてレオニード・モギー賞を受賞。
  - 2000年、スペイン国際映画祭にて『20世紀に記録すべきアニメ作品』に選定。
  - 2009年、ロカルノ国際映画祭ディープ・インパクト部門の最終上映作品。
- ピノキオの冒険（1960年　米・日　アメリカのランキン/バスプロダクションと日本の電通、MOMプロダクションの合作）放送 - 1963年10月4日 - 1964年3月27日（フジテレビ）
- シスコン王子（1963年）放送 - 1963年12月20日 - 1964年3月27日（フジテレビ）放送 - 1963年10月4日 - 1964年3月27日（フジテレビ）
- サラリーマンミニミニ作戦（1970年）放送 - 1970年4月1日 - 9月30日（フジテレビ）
- スモーキー・ベアの唄（1970年）放送 - 1970年5月3日（NHK）
- 怪物の狂宴（1974年）放送 - 1974年5月12日（フジテレビ）
- ピノキオのクリスマス（1980年）放送 - 1980年12月24日（朝日放送）
- サンタのいないクリスマス（1981年）放送 - 1981年12月24日（朝日放送）
- サンタが街へやって来る（1982年）放送 - 1982年12月24日（朝日放送）
- はじめてのクリスマス（1983年）放送 - 1983年12月24日（朝日放送）
- サンタの秘密と大冒険（1986年）放送 - 1986年12月24日（朝日放送）
- ロボットパルタ（1994年）放送 - 1994年11月8日 - 放送中（NHK教育）
- ハムスターサム（1998年）放送 - 1998年12月7日 - 1999年7月19日（NHK教育）
- じょうじなまはげ（1998年）放送 - 1998年12月23日（テレビ東京）
- HOTCH POTCH HOUSE The Mouse House（1999年）放送 - 1999年4月11日 - 6月20日（NHK教育）
- 電脳おやじ（2000年）放送 - 2000年4月8日 - 2001年9月29日（テレビ東京）
- みどりのくにのこえだちゃん（2004年）放送 - 2004年10月4日 - 2005年9月30日（テレビ東京）
- おもちゃの国のノディ
- くるみ割り人形
- チェブラーシカ
- どーもくん
- ミトン
- モンチッチ（2005年　日本で初めてパペット・アニメーション方式により製作）放送 - 2005年1月4日 - 6月28日（独立局）
- ナイトメアー・ビフォア・クリスマス
- ステファン
- コープスブライド
- コララインとボタンの魔女
- パラノーマン ブライス・ホローの謎
- コメットさん（実写+人形アニメ+一部セルアニメ作品）放送 - 1967年7月3日 - 1968年12月30日（TBS）
- 豹マン（実写作品）
- スペクトルマン（実写作品、第03話のみ）
- 魔人ハンター ミツルギ（実写作品）
- へんしん!ポンポコ玉（実写作品）
- 夢みる国のクリスくん（原題 The Daydreamer）（実写作品）アメリカで1966年にテレビ特番で放送。日本で1973年6月24日にTBSで放送[1][2]。
- 恐竜探険隊ボーンフリー（実写人形アニメ+セルアニメ作品）主にミニチュア操演だが恐竜など一部ストップモーションあり
- PUI PUI モルカー
- ウルトラソフビワールド（2023年）
- 冒険大陸 アニアキングダム（2023年）

## 代表的な制作スタジオ・アニメーター
- ジョージ・パル
- 川本喜八郎
- 持永只仁
- 岡本忠成
- 高橋克雄・東京中央プロダクション
- ロマン・カチャーノフ
- 真賀里文子（まがりふみこ）
- 合田経郎
- ランキンバス
- アードマン
- イジー・トルンカ
- ヤン・シュヴァンクマイエル
- ブラザーズ・クェイ
- ヘンリー・セリック
- 円谷英二
- 政岡憲三
- ピープロダクション